# Grupo parlamentario
El grupo parlamentario es un tipo de órgano parlamentario destinado a agrupar a los miembros de una Asamblea según su afinidad partidista, coordinar sus actuaciones y participar en la dirección de la institución en cuestión. También se denomina bloque, fracción parlamentaria o bancada. Varios bloques pueden formar a su vez un interbloque.

## Regulación por país

### Unión Europea
Los grupos políticos del Parlamento Europeo son un ejemplo claro de grupos parlamentarios. Para conseguir apoyo económico, unirse a comités o participar en las comisiones del Parlamento, un grupo debe contar con al menos 25 eurodiputados de siete circunscripciones electorales (siete Estados de la Unión Europea).

### En España
La figura del grupo parlamentario se presenta en multitud de instituciones públicas españolas, como el Congreso de los Diputados, el Senado y las asambleas autonómicas o locales.
Las condiciones para formar un grupo parlamentario están recogidas en el reglamento del Congreso de los Diputados y son las siguientes:
- Se requieren al menos 15 diputados o 10 senadores para formar grupo parlamentario.
- En caso de no alcanzar dicho mínimo, una formación política puede formar grupo parlamentario a partir de 5 diputados, siempre y cuando se posea un 15% de los votos correspondiente a las circunscripciones donde se haya presentado candidatura o un 5% de los votos en el conjunto de la nación.
- En ningún caso pueden constituir Grupo Parlamentario separado Diputados que pertenezcan a un mismo partido. Tampoco podrán formar Grupo Parlamentario separado los Diputados que, al tiempo de las elecciones, pertenecieran a formaciones políticas que no se hayan enfrentado ante el electorado.

Las formaciones políticas que no cumplan estas condiciones pasan a formar parte del Grupo Mixto. 
Sin embargo, en varias ocasiones distintas formaciones políticas minoritarias han conseguido un grupo parlamentario sin cumplir estrictamente los requisitos (de votos o escaños), gracias a la figura del "diputado prestado". Ésta consiste en que un partido presta a otra los diputados de una candidatura (y, por tanto; también los votos asociados a ella), en el momento de la constitución del Grupo, de forma que en conjunto alcancen los requisitos. Después los diputados prestados regresarán al Grupo Parlamentario de su formación original sin perjuicio para el nuevo Grupo de la formación minoritaria siempre, y cuando su número de diputados no se reduzca por debajo de la mitad del inicial, lo que significaría la disolución del Grupo de acuerdo con el reglamento del Congreso.